# École des Beaux-Arts de Rabat
L'École des Beaux-Arts de Rabat, était une école d'art privée fondée en 1934 par le sculpteur Pierre Lavalley. 
L'école avait se voulait à l'origine comme une école préparatoire pour les Beaux-Arts de Paris, et pour former les professeurs de dessin, tout en proposant aussi des cours aux amateurs. Au sortir de seconde guerre mondiale, l'école offre aussi des cours d'architecture et de dessin industriel. 
Pierre Lavalley en a été le directeur jusqu'en 1948, date de son décès en 1948, et la direction a ensuite été reprise par sa veuve, au moins jusqu'en 1959.